# Babica jadranska
Babica jadranska (Lipophrys adriaticus ili Blennius adriaticus) riba je koja spada u porodicu slingurki (Blenniidae). Živi na kamenoj obali, na prijelazu između plime i oseke, gdje iskorištava snagu valova da se popenje na suhi dio u potrazi za hranom. Može udisati atmosferski zrak. Tijelo joj je karakteristično za slingurke, izduženo, bez ljuski i slinavo. Sivo maslinaste je boje na gornjem dijelu tijela, sa svjetlijim šarama, a donji dio je svijetlo smeđe do bjelkaste boje. Hrani se algama i račićima, a naraste do 5 cm duljine. 
Stanište joj je Jadransko, Egejsko, Mramorno i Crno more. Kod nas je česta u Dalmaciji, a nešto rjeđa na sjevernom Jadranu.

## Vanjske poveznice
|  | Wikivrste imaju podatke o taksonu Babica jadranska |